# محمد حسين فنطر
محمد حسين فنطر هو محمد حسين بن منصور فنطر ولد بمدينة قصر هلال بالساحل التونسي في 1 أكتوبر 1936، مؤرخ جامعي تونسي.

## تكوينه
درس محمد حسين فنطر بالمدرسة الصادقية بالعاصمة ثم كان من الدفعة الأولى التي التحقت بأول مؤسسة للتعليم العالي التي افتتحت بعد الاستقلال عام 1956 ألا وهي دار المعلمين العليا، وتخرج منها عام 1959 بحصوله على الأستاذية في التاريخ والجغرافيا. وقد سنحت له الفرصة للتوجه إلى فرنسا لمواصلة دراساته العليا، فأحرز عام 1962 على الأستاذية في تاريخ الفنون القديمة والآثار من جامعة سترازبورغ سنة 1962، وفي عام 1965 ناقش أطروحة دكتوراه المرحلة الثالثة بجامعة السربون حول موضوع: آلهة البحر عند الفينيقيين والقرطاجنيين. وفي عام 1982 ناقش أطروحة دكتوراه الدولة بالجامعة نفسها حول كركوان مدينة بونية بالوطن القبلي. وقد منحته جامعة بولونيا الإيطالية الدكتوراه الفخرية.

## مسيرته المهنية
منذ عام 1965 التحق محمد حسين فنطر للتدريس بالتعليم العالي، حيث درّس التاريخ القديم ولآثار وتاريخ الأديان بعدد من المؤسسات العليا، من بينها كلية كلية الآداب والعلوم الإنسانية بتونس ومعهد الصحافة وعلوم الإخبار والمدرسة الوطنية للإدارة، وحاضر بعدد من الجامعات الأجنبية بإيطاليا وفرنسا وليبيا وبلجيكا. كما اشتغل باحثا بالمعهد الوطني للتراث، وقد تولى إدارته فيما بين عامي 1982 و1987. وقد تولى القيام بالعديد من الحفريات في عدد من المواقع الأثرية من أهمها كركوان وقرطاج.

كان بين 2003 و2009 رئيس الهيئة العليا لحقوق الإنسان والحريات الأساسية

## منشوراته
نشر محمد حسين فنطر مئات المقالات  وعدة عناوين باللغتين العربية والفرنسية، من أهمها:
- يوغرطة، تونس 1970.
- Carthage, la prestigieuse cité d'Elissa (قرطاجة مدينة عليسة المهيبة)، تونس 1970.
- Visite de Carthage (زيارة قرطاج)، الدار التونسية للنشر، تونس 1970.
- Eschatologie phéniciènne - punique (أخرويات فينيقية بونية)، رومة 1977.
- Le dieu de la mer chez les Phéniciens et les Puniques (إله البحر لدى الفينيقيين والبونيين)، روما 1977.
- L'Afrique du Nord dans l'Antiquité (إفريقيا الشمالية في القديم) بالاشتراك مع فرانسوا ديكري (François Decret)، باريس 1981.
- Tunisie 30 siècles de civilisation (البلاد التونسية، 30 قرنا من الحضارة)، الدار التونسية للنشر، تونس 1984.
- Kerkouane, cité punique du cap Bon (كركوان، مدينة بونية بالوطن القبلي)، 3 أجزاء، تونس 1984- 1986.
- Le Bardo, un Palais, un Musée (باردو، قصر ومتحف)، أليف، تونس 1989، ط2، 1990.
- Carthage : les lettres et les arts (قرطاجة، الآداب والفنون)، أليف، تونس 1991.
- Carthage, cité phénicienne d'Afrique (قرطاج، مدينة فينيقية بإفريقيا) (بالاشتراك مع برونو فورور Bruno Fourure)، أليف، تونس 1992.
- Carthage, approche d'une civilisation (قرطاجة، مقاربة حضارة)، جزءان، أليف، تونس 1993.
- Carthage, la cité punique (قرطاج، المدينة البونية)، أليف وشركاؤها، تونس 1995.
- La mosaïque en Tunisie (الفسيفساء في البلاد التونسية) (بلاشتراك)، أليف ومنشورات المتوسط والمركز الوطني الفرنسي لبحث العلمي، تونس 1995.
- Les Phéniciens en Méditerranée (الفينيقيون بناة المتوسط)، دار أليف، تونس 1997.
- حنبعل بطل قرطاج و المتوسط، المغاربية لطباعة و إشهار الكتاب (2018)